# Józef Bohdan Zaleski
Józef Bohdan Zaleski (Bohatyrka, Kíev, 14 de febrer de 1802 - Villepreux raval de París, 31 de març, 1886) fou un poeta del romanticisme polonès.
Passà la seva joventut en ple camp ucraïnès, i només, el 1820, es traslladà a Cracovia, a les beceroles del romanticisme polonès. Abans ja havia format un cercle literari amb Goszczyński i Grabowski, amb el fi de cultivar la poesia eslava i especialment per a estudiar la vida nacional d'Ucraïna. El 1830 prengué part en la revolució polonesa, i en veure-la fracassada, abandonà la pàtria i s'establí a París, on va mantenir amistoses relacions amb Mickiewicz.
Viatjà per Alemanya i Itàlia (1836-1881) i Palestina (1842). Inspirant-se en els cants nacionals d'Ucraïna, creà un especial gener poètic, l'anomenada duma històrica, ressò dels antics càntics èpics populars, però de caràcter més artístic, especialment en la forma (Duma del alamán Kosiński, Duma de Mazepa i Johann Bieniawski). Després del fragment èpic Damià, el príncep Wisnowiecki (dos cants), publicà una extensa rapsòdia cavalleresca, La dama d'or (1836), de la qual només acabà la primera part.
Una epopeia de la vida cosaca és la Campanya de Zbaraz 1839, inspirada en la lluita dels zaporoges i en la victòria polonesa sobre els tàrtars a Zbaraz, amb visible idealització dels cosacs. Molt original és la seva fantasia elegíaca-eròtica Rusalcas (1829), poema de quatre cants amb epíleg líric, influït, en part, per l'amor no correspost que sentí el poeta per Rosa Zukowska.
L'esperit de l'estepa (1836), poema que recorda el visionaris-me de Mickiewicz, conté unes consideracions vers la missió de la poesia, la història universal i els destins de Polònia. De caràcter religiós és el poema èpic La Sagrada Família (1842), inspirada en l'Evangeli segons Sant Lucas i influït poderosament pel misticisme de Andrzej Towiański. De caràcter místic és la col·lecció Oratori profètic (Posen, 1866). Com líric en el sentit del cant popular, refosa en nous accents vigorosos, com incomparable músic de l'idioma i idealitzador poètic del sentir nacional eslau, Zaleski figurarà sempre entre els corifeus de la literatura polonesa.
Les seves Obres completes es publicaren a Posen (1842), Sant Petersburg (1851) i Lviv (1877). La seva correspondència la publicà Casmir Zalewski (4 t., Lviv). El violinista Karl Lipinski possà música a la col·lecció de 169 cants populars de la Galitzia, amb acompanyament de piano, Pieśni polskie i ruskie ludu Galicyiskiego i muskya instramento ivana (Lamberg, 1834), amb notes d'aquest poeta.